# ミドハト・パシャ
ミドハト・パシャ（Ahmed Şefik Midhat Paşa, 1822年10月18日 - 1884年5月8日）は、オスマン帝国の政治家。第一次立憲制（1876年 - 1878年）樹立時に大宰相（首相）として重要な役割を果たした。オスマン帝国をアジアの国とするならアジア地域で最初の憲法であるオスマン帝国憲法はミドハト・パシャが起草したものであることから、通称をミドハト憲法という。

## 生涯
オスマン帝国の首都イスタンブールでカーディー（法官）の子として生まれ、はじめ名をアフメト・シェフィクといった。1834年に書記官僚の見習として大宰相府に入り、名をミドハトと改める。1840年に18歳で正規の書記として官界に進み、地方勤務を重ねながら順調に昇進、若くして有力な官僚となった。30代の頃には大宰相ムスタファ・レシト・パシャの勧めでロンドン、パリへとヨーロッパ視察旅行に派遣され、1864年には地方統治法を編纂した後、同法に基づく地方行政改革のモデルとしてブルガリア地域に新設されたドナウ州の初代州知事に就任して地方行政制度改革に大きな功績をあげた。1868年には帝国議会の前身となる諮問会議機関、国家評議会の議長として教育・財政関連の法制度改革に尽力、さらに1869年にはバグダード州知事に転じて州政治の改革を進めるなど、要職を歴任しつつ改革政治を進めた。
1872年には皇帝アブデュルアズィズにより政府首班である大宰相に任ぜられたが、自由主義的な政治傾向から宮廷と対立して3ヶ月で辞任。翌1873年にはサロニカ州知事に任ぜられて中央から遠ざけられ、不遇の雌伏時代を送った。

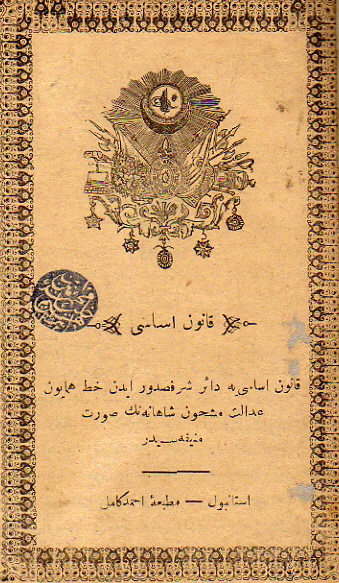
ミドハト憲法

相次ぐ戦争とタンジマートの諸改革はヨーロッパ列強からの多額の借款を必要とし、貿易拡大によってオスマン経済そのものが西欧諸国へ従属化を深めることとなり、1875年には西欧発生の金融恐慌と農産物の不作の影響を受けた帝国は外債の利子支払い不能を宣言して、事実上破産した。タンジマートは財政や経済の面では抜本的な改革をおこなうことができず、むしろ挫折に終わったことが露呈した。1861年よりスルタンの位置にあったアブデュルアズィズの浪費と専制に対し、「新オスマン人」と呼ばれる若い知識人を中心に反専制運動が起こり、1870年頃からは、都市部では保守的な神学生までアブデュルアズィズ退位を求めるデモに参加するほどであった。アブデュルアズィズは、1876年5月30日、改革派の支持を背景にしたクーデターの結果、憲政樹立をめざすミドハト・パシャらによって廃位された。かわって甥のムラト5世が即位したが、精神を病んだためこれを廃位、のちに幽閉した。アブデュルアズィズは6月に自殺し、8月31日、新しいスルタンとして弟のアブデュルハミト2世が即位した。
ミドハト・パシャはムラト5世即位と同時に国家評議会議長に返り咲き、アブデュルハミト2世即位後は新帝の勅令に基づいて設立された制憲委員会の委員長に就任した。こうして制憲委員会が起草したオスマン帝国憲法の草案は、心中では専制君主になりたいと考えていたアブデュルハミトの手による修正を組み入れて同年12月23日に公布され、12月17日に大宰相に就任していたミドハト・パシャは第一次立憲制最初の大宰相となった。

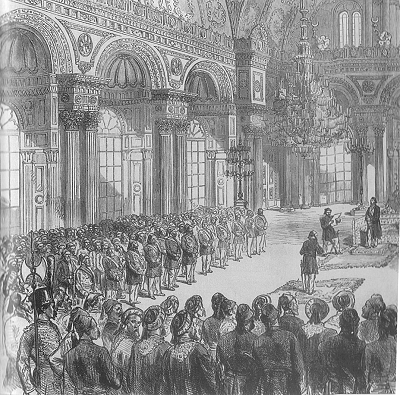
オスマン帝国第一議会（1877）
----
イラストレイテッド・ロンドン・ニュース

しかし、アブデュルハミト2世が加筆を望み、ミドハト・パシャも憲法公布を急ぐあまり呑んだ君主大権条項「皇帝は国家にとっての危険人物を追放できる」が彼自身の首を絞めることとなった。すなわち、憲法制定を巡る経過においてミドハト・パシャが国内の改革派や外国からの支持を集めて政治家としての地歩を固めたことに反感をもった反対派の政治家たちが専制復活を望むアブデュルハミト2世と結託して巻き返しをはかり、憲法公布から間もない翌1877年2月5日にミドハト・パシャは憲法に定められた危険人物と断定され、大宰相を解任されて国外退去を命ぜられた。翌1878年2月14日には同じく憲法の定めた君主大権によって、露土戦争の最中であることを口実に非常事態宣言に基づく憲法の停止が命ぜられ、ミドハト・パシャの樹立した第一次立憲制はわずか1年2ヶ月で終焉させられた。
オスマン帝国憲法（通称，ミドハト憲法）はオスマン帝国が西欧型の法治国家であることを宣言し、帝国議会の設置、ムスリムと非ムスリムのオスマン臣民としての完全な平等を定めた。この憲法は、1875年のフランス共和国憲法、1831年のベルギー憲法に倣い、イギリスの憲法も参照して制定された自由主義的な立憲君主制憲法であり、他のアジア諸国にさきがけて国会開設を定めるなど画期的な内容をもつものであった。しかし、議会が政府高官の汚職や特権的金融業者とスルタンとの癒着などを糾弾しはじめると、アブデュルハミト2世は憲法を停止して議会の閉鎖を命じた。
その後、ミドハト・パシャは追放を解除されてシリア知事、アイドゥン知事などに任ぜられた。しかし、かれは憲政の復活をはかり、外国と連携して改革の継続を進めようとしたため、ここに至って1881年、アブデュルハミト2世はミドハト・パシャを逮捕し、廃帝アブデュルアズィズ殺害の罪で死刑を宣告。3年後の1884年に流刑先のアラビア半島のターイフで扼殺された。アブデュルハミト2世による専制政治は憲法停止から30年続き、憲法とそれにもとづく政治は、1908年の青年トルコ人革命および第二次立憲制を待たなければならなかった。